# Copa América 2001
De Copa América 2001 was een voetbaltoernooi gehouden in Colombia van 11 juli 2001 tot 29 juli 2001. Het was georganiseerd door de CONMEBOL.
Aan het toernooi ging geen kwalificatie vooraf. Bijna alle landen van de CONMEBOL deden mee, behalve Argentinië dat zich op 10 juli 2001 uit veiligheidsoverwegingen terugtrok en op het allerlaatste moment werd vervangen door Honduras. De andere twee geïnviteerde landen waren Mexico en Costa Rica. Op 6 juli 2001 had Canada zich al afgemeld.
De twaalf landen werden verdeeld over drie groepen van vier teams. De nummers een en twee in de poule plus de twee beste nummers drie gingen door naar de kwartfinales.
Even dreigde het toernooi niet door te gaan vanwege de onveilige situatie in Colombia. Directe aanleiding was de ontvoering van de vice-voorzitter van de Colombiaanse voetbalbond (FCF), Hernan Mejia Campuzano. Vlak na het schrappen van Colombia als gastheer werd Campuzano vrijgelaten, waarna de bestuurder doorvloog naar Argentinië, om daar zijn bond bij te staan in een poging het evenement te behouden. "Noch Brazilië, noch elk ander Zuid-Amerikaans land is in staat de Copa América in tien dagen tijd te organiseren", aldus Campuzano. "Het toernooi moet in Colombia worden gespeeld. Het is misschien een onveilig land, maar daar zijn er meer van in de wereld."

## Deelnemende landen
| Land         | Aantal deelnames | Huidig aantal deelnames op rij | Vorige deelname |
| ------------ | ---------------- | ------------------------------ | --------------- |
| Bolivia      | 21ste            | 13                             | 1999            |
| Brazilië (t) | 31ste            | 11                             | 1999            |
| Chili        | 33ste            | 12                             | 1999            |
| Colombia (g) | 16de             | 11                             | 1999            |
| Costa Rica   | 2de              | 1                              | 1997            |
| Ecuador      | 22ste            | 11                             | 1999            |
| Honduras     | 1ste             | 1                              | -               |
| Mexico       | 5de              | 5                              | 1999            |
| Paraguay     | 31ste            | 15                             | 1999            |
| Peru         | 26ste            | 11                             | 1999            |
| Uruguay      | 38ste            | 12                             | 1999            |
| Venezuela    | 12de             | 12                             | 1999            |

- (g) = gastland
- (t) = titelverdediger

## Stadions
| Armenia                                          | Pereira                                                       |                                              | Medellín |
| Estadio Centenario de Armenia Capaciteit: 29.000 | Estadio Hernán Ramírez Villegas Capaciteit: 30.313            | Estadio Atanasio Girardot Capaciteit: 52.000 |          |
|                                                  | · Armenia Pereira Medellín Barranquilla Bogota Cali Manizales |                                              |          |
| Barranquilla                                     | Bogota                                                        |                                              |          |
| Estadio Metropolitano Capaciteit: 60.000         | Estadio El Campín Capaciteit: 48.300                          |                                              |          |
|                                                  |                                                               |                                              |          |
| Cali                                             | Manizales                                                     |                                              |          |
| Estadio Pascual Guerrero Capaciteit: 45.625      | Estadio Palogrande Capaciteit: 36.553                         |                                              |          |
|                                                  |                                                               |                                              |          |

## Scheidsrechters
De organisatie nodigde in totaal dertien scheidsrechters uit voor 26 duels. Tussen haakjes staat het aantal gefloten duels tijdens de Copa América 2001.

## Groepsfase

### Groep A
| Land      | Wed | Win | Gel | Ver | DV | DT | +/− | Pnt |
| --------- | --- | --- | --- | --- | -- | -- | --- | --- |
| Colombia  | 3   | 3   | 0   | 0   | 5  | 0  | +5  | 9   |
| Chili     | 3   | 2   | 0   | 1   | 5  | 3  | +2  | 6   |
| Ecuador   | 3   | 1   | 0   | 2   | 5  | 5  | 0   | 3   |
| Venezuela | 3   | 0   | 0   | 3   | 0  | 7  | –7  | 0   |

|                                           |                  |       |                                                                                         |                                                                                      |
| 11 juli 2001 «onderlinge duels» 18:00 uur | Ecuador          | 1 – 4 | Chili                                                                                   | Estadio Metropolitano, Barranquilla Toeschouwers: 40.000 Scheidsrechter: René Ortubé |
| 11 juli 2001 «onderlinge duels» 18:00 uur | Cleber Chalá 53' |       | 29' Reinaldo Navia 73' Cristián Montecinos 85' Marcelo Corrales 90' Cristián Montecinos | Estadio Metropolitano, Barranquilla Toeschouwers: 40.000 Scheidsrechter: René Ortubé |

|                                           |                                                  |       |           |                                                                                           |
| 11 juli 2001 «onderlinge duels» 20:45 uur | Colombia                                         | 2 – 0 | Venezuela | Estadio Metropolitano, Barranquilla Toeschouwers: 45.000 Scheidsrechter: Gilberto Hidalgo |
| 11 juli 2001 «onderlinge duels» 20:45 uur | Freddy Grisales 15' Víctor Aristizábal 59' (pen) |       |           | Estadio Metropolitano, Barranquilla Toeschouwers: 45.000 Scheidsrechter: Gilberto Hidalgo |

|                                           |                         |       |           |                                                                                          |
| 14 juli 2001 «onderlinge duels» 16:15 uur | Chili                   | 1 – 0 | Venezuela | Estadio Metropolitano, Barranquilla Toeschouwers: 33.000 Scheidsrechter: Gilberto Alcalá |
| 14 juli 2001 «onderlinge duels» 16:15 uur | Cristián Montecinos 78' |       |           | Estadio Metropolitano, Barranquilla Toeschouwers: 33.000 Scheidsrechter: Gilberto Alcalá |

|                                           |                        |       |         |                                                                                        |
| 14 juli 2001 «onderlinge duels» 18:30 uur | Colombia               | 1 – 0 | Ecuador | Estadio Metropolitano, Barranquilla Toeschouwers: 30.000 Scheidsrechter: Ubaldo Aquino |
| 14 juli 2001 «onderlinge duels» 18:30 uur | Víctor Aristizábal 29' |       |         | Estadio Metropolitano, Barranquilla Toeschouwers: 30.000 Scheidsrechter: Ubaldo Aquino |

|                                           |                                                                               |       |           |                                                                                           |
| 17 juli 2001 «onderlinge duels» 18:30 uur | Ecuador                                                                       | 4 – 0 | Venezuela | Estadio Metropolitano, Barranquilla Toeschouwers: 20.000 Scheidsrechter: Gilberto Hidalgo |
| 17 juli 2001 «onderlinge duels» 18:30 uur | Agustín Delgado 19' Ángel Fernández 29' Edison Méndez 60' Agustín Delgado 63' |       |           | Estadio Metropolitano, Barranquilla Toeschouwers: 20.000 Scheidsrechter: Gilberto Hidalgo |

|                                           |                                                  |       |       |                                                                                          |
| 17 juli 2001 «onderlinge duels» 20:45 uur | Colombia                                         | 2 – 0 | Chili | Estadio Metropolitano, Barranquilla Toeschouwers: 50.000 Scheidsrechter: Jorge Larrionda |
| 17 juli 2001 «onderlinge duels» 20:45 uur | Víctor Aristizábal 10' (pen) Eulalio Arriaga 90' |       |       | Estadio Metropolitano, Barranquilla Toeschouwers: 50.000 Scheidsrechter: Jorge Larrionda |

### Groep B
| Land     | Wed | Win | Gel | Ver | DV | DT | +/− | Pnt |
| -------- | --- | --- | --- | --- | -- | -- | --- | --- |
| Brazilië | 3   | 2   | 0   | 1   | 5  | 2  | +3  | 6   |
| Mexico   | 3   | 1   | 1   | 1   | 1  | 1  | 0   | 4   |
| Peru     | 3   | 1   | 1   | 1   | 4  | 5  | –1  | 4   |
| Paraguay | 3   | 0   | 2   | 1   | 4  | 6  | –2  | 2   |

|                                           |                                                      |       |                                                              |                                                                                   |
| 12 juli 2001 «onderlinge duels» 17:30 uur | Peru                                                 | 3 – 3 | Paraguay                                                     | Estadio Pascual Guerrero, Cali Toeschouwers: 35.000 Scheidsrechter: Ángel Sánchez |
| 12 juli 2001 «onderlinge duels» 17:30 uur | Abel Lobatón 16' Juan Pajuelo 57' José del Solar 72' |       | 23' Virgilio Ferreira 64' Virgilio Ferreira 90' Silvio Garay | Estadio Pascual Guerrero, Cali Toeschouwers: 35.000 Scheidsrechter: Ángel Sánchez |

|                                           |          |                         |        |                                                                                |
| 12 juli 2001 «onderlinge duels» 19:45 uur | Brazilië | 0 – 1                   | Mexico | Estadio Pascual Guerrero, Cali Toeschouwers: 38.000 Scheidsrechter: Óscar Ruiz |
| 12 juli 2001 «onderlinge duels» 19:45 uur |          | 5' (pen) Jared Borgetti |        | Estadio Pascual Guerrero, Cali Toeschouwers: 38.000 Scheidsrechter: Óscar Ruiz |

|                                           |                           |       |      |                                                                                     |
| 15 juli 2001 «onderlinge duels» 16:00 uur | Brazilië                  | 2 – 0 | Peru | Estadio Pascual Guerrero, Cali Toeschouwers: 30.000 Scheidsrechter: Jorge Larrionda |
| 15 juli 2001 «onderlinge duels» 16:00 uur | Guilherme 9' Denilson 85' |       |      | Estadio Pascual Guerrero, Cali Toeschouwers: 30.000 Scheidsrechter: Jorge Larrionda |

|                                           |          |       |        |                                                                                    |
| 15 juli 2001 «onderlinge duels» 18:15 uur | Paraguay | 0 – 0 | Mexico | Estadio Pascual Guerrero, Cali Toeschouwers: 40.000 Scheidsrechter: Roger Zambrano |
| 15 juli 2001 «onderlinge duels» 18:15 uur |          |       |        | Estadio Pascual Guerrero, Cali Toeschouwers: 40.000 Scheidsrechter: Roger Zambrano |

|                                           |                    |       |        |                                                                                 |
| 18 juli 2001 «onderlinge duels» 17:30 uur | Peru               | 1 – 0 | Mexico | Estadio Pascual Guerrero, Cali Toeschouwers: 20.000 Scheidsrechter: René Ortubé |
| 18 juli 2001 «onderlinge duels» 17:30 uur | Roberto Holsen 48' |       |        | Estadio Pascual Guerrero, Cali Toeschouwers: 20.000 Scheidsrechter: René Ortubé |

|                                           |                                    |       |                           |                                                                                   |
| 18 juli 2001 «onderlinge duels» 19:45 uur | Brazilië                           | 3 – 1 | Paraguay                  | Estadio Pascual Guerrero, Cali Toeschouwers: 40.000 Scheidsrechter: Ángel Sánchez |
| 18 juli 2001 «onderlinge duels» 19:45 uur | Alex 60' Belletti 89' Denilson 90' |       | 11' (pen) Guido Alvarenga | Estadio Pascual Guerrero, Cali Toeschouwers: 40.000 Scheidsrechter: Ángel Sánchez |

### Groep C
| Land       | Wed | Win | Gel | Ver | DV | DT | +/− | Pnt |
| ---------- | --- | --- | --- | --- | -- | -- | --- | --- |
| Costa Rica | 3   | 2   | 1   | 0   | 6  | 1  | +5  | 7   |
| Honduras   | 3   | 2   | 0   | 1   | 3  | 1  | +2  | 6   |
| Uruguay    | 3   | 1   | 1   | 1   | 2  | 2  | 0   | 4   |
| Bolivia    | 3   | 0   | 0   | 3   | 0  | 7  | –7  | 0   |

|                                           |         |                      |         |                                                                                           |
| 13 juli 2001 «onderlinge duels» 18:00 uur | Bolivia | 0 – 1                | Uruguay | Estadio Atanasio Girardot, Medellín Toeschouwers: 38.000 Scheidsrechter: Mauricio Navarro |
| 13 juli 2001 «onderlinge duels» 18:00 uur |         | 60' Javier Chevantón |         | Estadio Atanasio Girardot, Medellín Toeschouwers: 38.000 Scheidsrechter: Mauricio Navarro |

|                                           |          |                    |            |                                                                                        |
| 13 juli 2001 «onderlinge duels» 20:15 uur | Honduras | 0 – 1              | Costa Rica | Estadio Atanasio Girardot, Medellín Toeschouwers: 35.000 Scheidsrechter: Mario Sánchez |
| 13 juli 2001 «onderlinge duels» 20:15 uur |          | 63' Paulo Wanchope |            | Estadio Atanasio Girardot, Medellín Toeschouwers: 35.000 Scheidsrechter: Mario Sánchez |

|                                           |                    |       |                    |                                                                                       |
| 16 juli 2001 «onderlinge duels» 18:00 uur | Uruguay            | 1 – 1 | Costa Rica         | Estadio Atanasio Girardot, Medellín Toeschouwers: 20.000 Scheidsrechter: Carlos Simon |
| 16 juli 2001 «onderlinge duels» 18:00 uur | Carlos Morales 53' |       | 28' Paulo Wanchope | Estadio Atanasio Girardot, Medellín Toeschouwers: 20.000 Scheidsrechter: Carlos Simon |

|                                           |                                     |       |         |                                                                                           |
| 16 juli 2001 «onderlinge duels» 20:15 uur | Honduras                            | 2 – 0 | Bolivia | Estadio Atanasio Girardot, Medellín Toeschouwers: 25.000 Scheidsrechter: John Toro Rendón |
| 16 juli 2001 «onderlinge duels» 20:15 uur | Amado Guevara 53' Amado Guevara 68' |       |         | Estadio Atanasio Girardot, Medellín Toeschouwers: 25.000 Scheidsrechter: John Toro Rendón |

|                                           |         |                                                                            |            |                                                                                         |
| 19 juli 2001 «onderlinge duels» 18:00 uur | Bolivia | 0 – 4                                                                      | Costa Rica | Estadio Atanasio Girardot, Medellín Toeschouwers: 25.000 Scheidsrechter: Luis Solórzano |
| 19 juli 2001 «onderlinge duels» 18:00 uur |         | 45' Paulo Wanchope 63' Steven Bryce 71' Paulo Wanchope 84' Rolando Fonseca |            | Estadio Atanasio Girardot, Medellín Toeschouwers: 25.000 Scheidsrechter: Luis Solórzano |

|                                           |                   |       |         |                                                                                         |
| 19 juli 2001 «onderlinge duels» 20:15 uur | Honduras          | 1 – 0 | Uruguay | Estadio Atanasio Girardot, Medellín Toeschouwers: 35.000 Scheidsrechter: Roger Zambrano |
| 19 juli 2001 «onderlinge duels» 20:15 uur | Amado Guevara 86' |       |         | Estadio Atanasio Girardot, Medellín Toeschouwers: 35.000 Scheidsrechter: Roger Zambrano |

### Nummers 3
| Grp | Team    | Pld | G | G | V | DV | DT | DS | Pnt |
| --- | ------- | --- | - | - | - | -- | -- | -- | --- |
| C   | Uruguay | 3   | 1 | 1 | 1 | 2  | 2  | 0  | 4   |
| B   | Peru    | 3   | 1 | 1 | 1 | 4  | 5  | −1 | 4   |
| A   | Ecuador | 3   | 1 | 0 | 2 | 5  | 5  | 0  | 3   |

## Knock-outfase
|  | kwartfinale         | kwartfinale       |                     |       | halve finale     | halve finale     |       |  | finale | finale |
|  |                     |                   |                     |       |                  |                  |       |  |        |        |
|  | 23 juli – Armenia   |                   |                     |       |                  |                  |       |  |        |        |
|  |                     |                   |                     |       |                  |                  |       |  |        |        |
|  | Colombia            | 3                 |                     |       |                  |                  |       |  |        |        |
|  | Colombia            | 3                 | 26 juli – Manizales |       |                  |                  |       |  |        |        |
|  | Peru                | 0                 |                     |       |                  |                  |       |  |        |        |
|  | Peru                | 0                 | Colombia            | 2     |                  |                  |       |  |        |        |
|  | 23 juli – Manizales |                   | Colombia            | 2     |                  |                  |       |  |        |        |
|  |                     | Honduras          | 0                   |       |                  |                  |       |  |        |        |
|  | Brazilië            | Honduras          | 0                   | 0     |                  |                  |       |  |        |        |
|  | Brazilië            |                   | 29 juli – Bogotá    | 0     |                  |                  |       |  |        |        |
|  | Honduras            | 2                 |                     |       |                  |                  |       |  |        |        |
|  | Honduras            | 2                 | Colombia            | 1     |                  |                  |       |  |        |        |
|  | 22 juli – Pereira   |                   | Colombia            | 1     |                  |                  |       |  |        |        |
|  |                     | Mexico            | 0                   |       |                  |                  |       |  |        |        |
|  | Chili               | Mexico            | 0                   | 0     |                  |                  |       |  |        |        |
|  | Chili               | 25 juli – Pereira |                     | 0     |                  |                  |       |  |        |        |
|  | Mexico              | 2                 |                     |       |                  |                  |       |  |        |        |
|  | Mexico              | 2                 | Mexico              | 2     | troostfinale     | troostfinale     |       |  |        |        |
|  | 22 juli – Armenia   |                   | Mexico              | 2     | troostfinale     | troostfinale     |       |  |        |        |
|  |                     | Uruguay           | 1                   |       | 28 juli – Bogotá | 28 juli – Bogotá |       |  |        |        |
|  | Uruguay             | Uruguay           | 1                   | 2     | 28 juli – Bogotá | 28 juli – Bogotá |       |  |        |        |
|  | Uruguay             |                   |                     |       |                  | Uruguay          | 2 (4) |  |        |        |
|  | Costa Rica          | 1                 |                     |       |                  | Uruguay          | 2 (4) |  |        |        |
|  | Costa Rica          | 1                 | Honduras            | 2 (5) |                  |                  |       |  |        |        |
|  |                     |                   | Honduras            | 2 (5) |                  |                  |       |  |        |        |

### Kwartfinales
|                                           |       |                                      |        |                                                                                            |
| 22 juli 2001 «onderlinge duels» 15:00 uur | Chili | 0 – 2                                | Mexico | Estadio Hernán Ramírez Villegas, Pereira Toeschouwers: 20.000 Scheidsrechter: Carlos Simon |
| 22 juli 2001 «onderlinge duels» 15:00 uur |       | 17' Jesús Arellano 78' Daniel Osorno |        | Estadio Hernán Ramírez Villegas, Pereira Toeschouwers: 20.000 Scheidsrechter: Carlos Simon |

|                                           |                                         |       |                    |                                                                             |
| 22 juli 2001 «onderlinge duels» 17:30 uur | Uruguay                                 | 2 – 1 | Costa Rica         | Estadio Centenario, Armenia Toeschouwers: 29.000 Scheidsrechter: Óscar Ruiz |
| 22 juli 2001 «onderlinge duels» 17:30 uur | Rodrigo Lemos 61' (pen.) Pablo Lima 87' |       | 52' Paulo Wanchope | Estadio Centenario, Armenia Toeschouwers: 29.000 Scheidsrechter: Óscar Ruiz |

|                                           |          |                                       |          |                                                                                  |
| 23 juli 2001 «onderlinge duels» 17:30 uur | Brazilië | 0 – 2                                 | Honduras | Estadio Palogrande, Manizales Toeschouwers: 30.000 Scheidsrechter: Ubaldo Aquino |
| 23 juli 2001 «onderlinge duels» 17:30 uur |          | 57' Saúl Martínez 90+1' Saúl Martínez |          | Estadio Palogrande, Manizales Toeschouwers: 30.000 Scheidsrechter: Ubaldo Aquino |

|                                           |                                                                      |       |      |                                                                                  |
| 23 juli 2001 «onderlinge duels» 19:45 uur | Colombia                                                             | 3 – 0 | Peru | Estadio Centenario, Armenia Toeschouwers: 28.000 Scheidsrechter: Gilberto Alcalá |
| 23 juli 2001 «onderlinge duels» 19:45 uur | Víctor Aristizábal 50' Giovanny Hernández 66' Víctor Aristizábal 69' |       |      | Estadio Centenario, Armenia Toeschouwers: 28.000 Scheidsrechter: Gilberto Alcalá |

### Halve finales
|                                           |                                                   |       |                     |                                                                                             |
| 25 juli 2001 «onderlinge duels» 19:45 uur | Mexico                                            | 2 – 1 | Uruguay             | Estadio Hernán Ramírez Villegas, Pereira Toeschouwers: 20.000 Scheidsrechter: Ángel Sánchez |
| 25 juli 2001 «onderlinge duels» 19:45 uur | Jared Borgetti 14' Alberto García Aspe 67' (pen.) |       | 32' Richard Morales | Estadio Hernán Ramírez Villegas, Pereira Toeschouwers: 20.000 Scheidsrechter: Ángel Sánchez |

|                                           |                                          |       |          |                                                                                  |
| 26 juli 2001 «onderlinge duels» 19:45 uur | Colombia                                 | 2 – 0 | Honduras | Estadio Palogrande, Manizales Toeschouwers: 40.000 Scheidsrechter: Mario Sánchez |
| 26 juli 2001 «onderlinge duels» 19:45 uur | Gerardo Bedoya 6' Víctor Aristizábal 63' |       |          | Estadio Palogrande, Manizales Toeschouwers: 40.000 Scheidsrechter: Mario Sánchez |

### Troostfinale
|                                           |                                                                              |            |                                                                           |                                                                                 |
| 28 juli 2001 «onderlinge duels» 14:00 uur | Uruguay                                                                      | 2 – 2 (nv) | Honduras                                                                  | Estadio El Campín, Bogotá Toeschouwers: 47.000 Scheidsrechter: Gilberto Hidalgo |
| 28 juli 2001 «onderlinge duels» 14:00 uur | Joe Bizera 22' Andrés Martínez 45'                                           |            | 14' Saúl Martínez 42' Júnior Izaguirre                                    | Estadio El Campín, Bogotá Toeschouwers: 47.000 Scheidsrechter: Gilberto Hidalgo |
| 28 juli 2001 «onderlinge duels» 14:00 uur | Strafschoppen                                                                |            |                                                                           | Estadio El Campín, Bogotá Toeschouwers: 47.000 Scheidsrechter: Gilberto Hidalgo |
| 28 juli 2001 «onderlinge duels» 14:00 uur | Gonzalo Sorondo Carlos Gutiérrez Julio Rodríguez Rodrigo Lemos Ruben Olivera | 4 – 5      | Reinaldo Pineda Saúl Martínez Ricky García Ninrod Medina Júnior Izaguirre | Estadio El Campín, Bogotá Toeschouwers: 47.000 Scheidsrechter: Gilberto Hidalgo |

### Finale
|                                       |                  |       |        |                                                                              |
| 29 juli 2001 «onderlinge duels» 16:30 | Colombia         | 1 – 0 | Mexico | Estadio El Campín, Bogotá Toeschouwers: 43.196 Scheidsrechter: Ubaldo Aquino |
| 29 juli 2001 «onderlinge duels» 16:30 | Iván Córdoba 64' |       |        | Estadio El Campín, Bogotá Toeschouwers: 43.196 Scheidsrechter: Ubaldo Aquino |

|                     |
| Vlag van Colombia   |
| COLOMBIA 1ste titel |

## Toernooiranglijst
| Plaats                          | Land       | GW | Win | Gel | Ver | DV | DT | +/− | Pnt |
| ------------------------------- | ---------- | -- | --- | --- | --- | -- | -- | --- | --- |
|                                 | Colombia   | 6  | 6   | 0   | 0   | 11 | 0  | +11 | 18  |
|                                 | Mexico     | 6  | 3   | 1   | 2   | 5  | 3  | +2  | 10  |
|                                 | Honduras   | 6  | 3   | 1   | 2   | 7  | 5  | +2  | 10  |
| 4                               | Uruguay    | 6  | 2   | 2   | 2   | 7  | 7  | 0   | 8   |
| Uitgeschakeld in de Kwartfinale |            |    |     |     |     |    |    |     |     |
| 5                               | Costa Rica | 4  | 2   | 1   | 1   | 7  | 3  | +4  | 7   |
| 6                               | Brazilië   | 4  | 2   | 0   | 2   | 5  | 4  | +1  | 6   |
| 7                               | Chili      | 4  | 2   | 0   | 2   | 5  | 5  | 0   | 6   |
| 8                               | Peru       | 4  | 1   | 1   | 2   | 4  | 8  | −4  | 4   |
| Uitgeschakeld in de Groepsfase  |            |    |     |     |     |    |    |     |     |
| 9                               | Ecuador    | 3  | 1   | 0   | 2   | 5  | 5  | 0   | 3   |
| 10                              | Paraguay   | 3  | 0   | 2   | 1   | 4  | 6  | −2  | 2   |
| 11                              | Bolivia    | 3  | 0   | 0   | 3   | 0  | 7  | −7  | 0   |
| 12                              | Venezuela  | 3  | 0   | 0   | 3   | 0  | 7  | −7  | 0   |

## Doelpuntenmakers
6 doelpunten
- Víctor Aristizábal

5 doelpunten
- Paulo César Wanchope

3 doelpunten
- Cristian Montecinos
- Amado Guevara
- Saul Martínez

2 doelpunten
- Denilson
- Agustín Delgado
- Jared Borgetti
- Virgilio Ferreira

1 doelpunt
- Alex
- Juliano Belletti
- Guilherme
- Marcelo Corrales
- Reinaldo Navia
- Eulalio Arriaga
- Gerardo Bedoya
- Grisales
- Giovanny Hernández
- Iván Córdoba
- Steven Bryce

- Rolando Fonseca
- Cléber Chalá
- Ángel Fernández
- Edison Méndez
- Júnior Izaguirre
- Jesús Arellano
- Alberto García Aspe
- Daniel Osorno
- Guido Alvarenga
- Silvio Garay
- José del Solar

- Roberto Holsen
- Abel Lobatón
- Juan Pajuelo
- Joe Bizera
- Javier Chevantón
- Carlos Morales
- Rodrigo Lemos
- Pablo Lima
- Andrés Martínez
- Richard Morales

1916 · 
1917 · 
1919 · 
1920 · 
1921 · 
1922 · 
1923 · 
1924 · 
1925 · 
1926 · 
1927 · 
1929 · 
1935 · 
1937 · 
1939 · 
1941 · 
1942 · 
1945 · 
1946 · 
1947 · 
1949 · 
1953 · 
1955 · 
1956 · 
1957 · 
1959 · 
1959 · 
1963 · 
1967 · 
1975 · 
1979 · 
1983 · 
1987 · 
1989 · 
1991 · 
1993 · 
1995 · 
1997 · 
1999 · 
2001 · 
2004 · 
2007 · 
2011 · 
2015 · 
2016 ·
2019 ·
2021 ·
2024